# Gaia BH1
Gaia BH1（Gaia DR3 4373465352415301632）とは、太陽系からへびつかい座の方向に約1,560 光年離れた位置に存在するG型主系列星と恒星質量ブラックホールからなる連星系である。Gaia BH1は、2022年10月の時点でブラックホールの存在がほぼ確実であるとされる最も近い既知の恒星系であり、A0620-00がそれに続く。
恒星とブラックホールは、周期185.59日、軌道離心率0.45の軌道で互いに公転している。恒星は、約0.93太陽質量 (M☉)、約0.99太陽半径 (R☉) 、有効温度は約5,850 Kと、太陽に似た特徴を持つ。ブラックホールの質量は約9.62 M☉とされる。この質量から、ブラックホールのシュワルツシルト半径は約28 キロメートルとされる。

## 発見

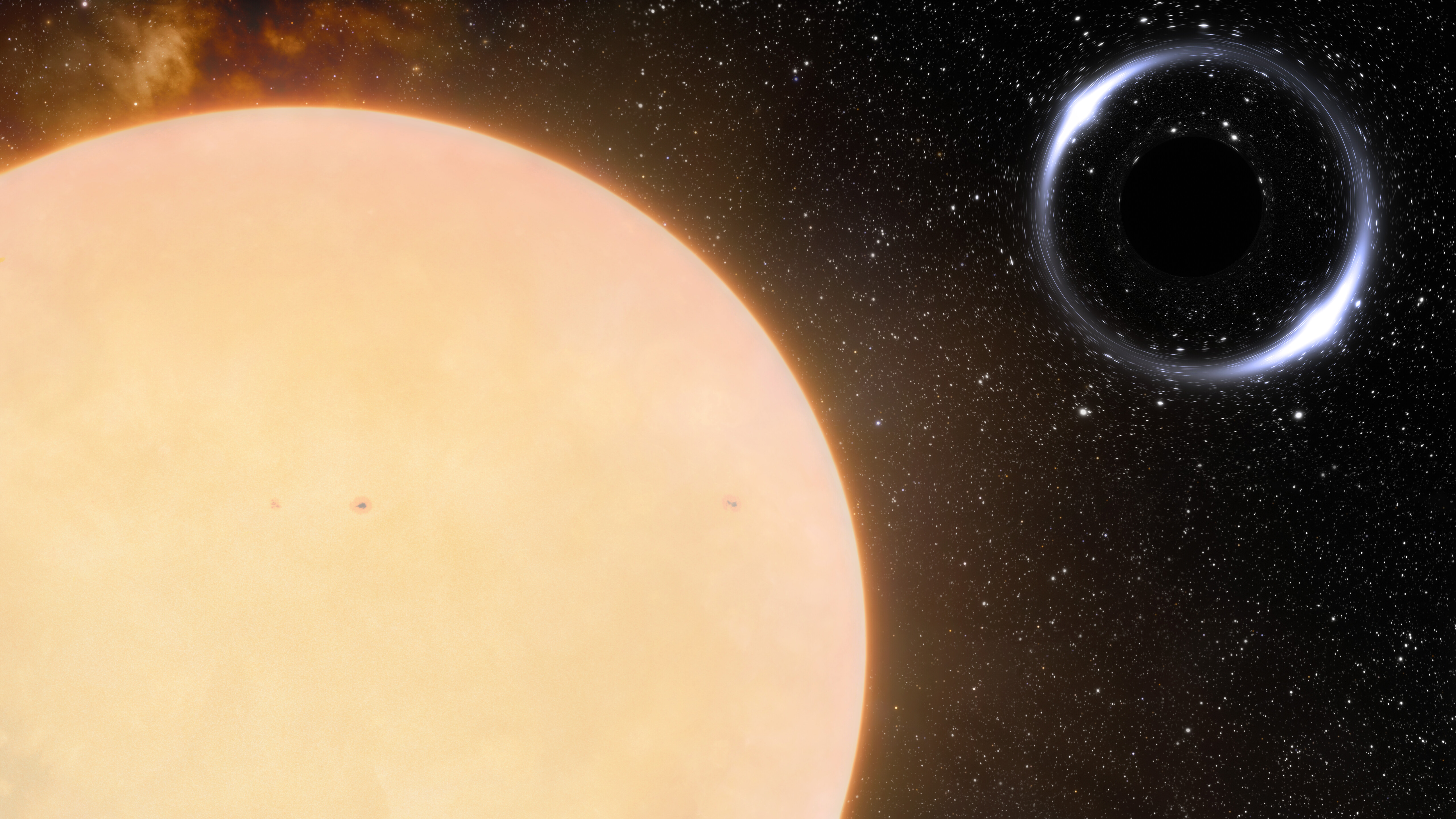
Gaia BH1の想像図。左下に太陽に似たG型主系列星、右上にブラックホールが描かれている。

Gaia BH1は、2022年にガイアによる観測によって発見され、視線速度も観測された。このブラックホールを発見した研究チームは、観測されたG型主系列星の運動がブラックホールの存在以外の天体物理学的シナリオで説明することができないことを示した。この連星系は、ブラックホールの証拠が恒星の質量や軌道の傾きに依存せず、質量移動の証拠がないという点で、LB-1やHR 6819系で観測された「偽物のブラックホール（連星内の恒星の動きから周囲にブラックホールが存在すると見られたが実際には存在していなかったという事例）」とは異なるとしている。発見チームはまた、別の天文学者チームによって報告されていた、ブラックホール候補が存在している可能性のある2番目の連星系として Gaia DR3 5870569352746779008 の発見も報告している。
ブラックホールは、わずかに異なるパラメータを発見した別のチームによっても独立して検出された。